# جوئل دیکسون
جوئل دیکسون (انگلیسی: Joel Dixon؛ زادهٔ ۹ دسامبر ۱۹۹۳) بازیکن فوتبال اهل بریتانیا است.